# Metanisakis tricupola
Metanisakis tricupola is een rondwormensoort uit de familie van de Anisakidae. De wetenschappelijke naam van de soort is voor het eerst geldig gepubliceerd in 1973 door Gibson.